# Municipio de Washington (condado de Gratiot)
El municipio de Washington (en inglés: Washington Township) es un municipio ubicado en el condado de Gratiot en el estado estadounidense de Míchigan. En el año 2010 tenía una población de 870 habitantes y una densidad poblacional de 9,48 personas por km².

## Geografía
El municipio de Washington se encuentra ubicado en las coordenadas 43°9′30″N 84°32′21″O / 43.15833, -84.53917. Según la Oficina del Censo de los Estados Unidos, el municipio tiene una superficie total de 91.78 km², de la cual 91,31 km² corresponden a tierra firme y (0,51 %) 0,47 km² es agua.

## Demografía
Según el censo de 2010, había 870 personas residiendo en el municipio de Washington. La densidad de población era de 9,48 hab./km². De los 870 habitantes, el municipio de Washington estaba compuesto por el 96,78 % blancos, el 0,11 % eran afroamericanos, el 0,34 % eran amerindios, el 0,11 % eran asiáticos, el 1,72 % eran de otras razas y el 0,92 % eran de una mezcla de razas. Del total de la población el 3,22 % eran hispanos o latinos de cualquier raza.